# Pollopas

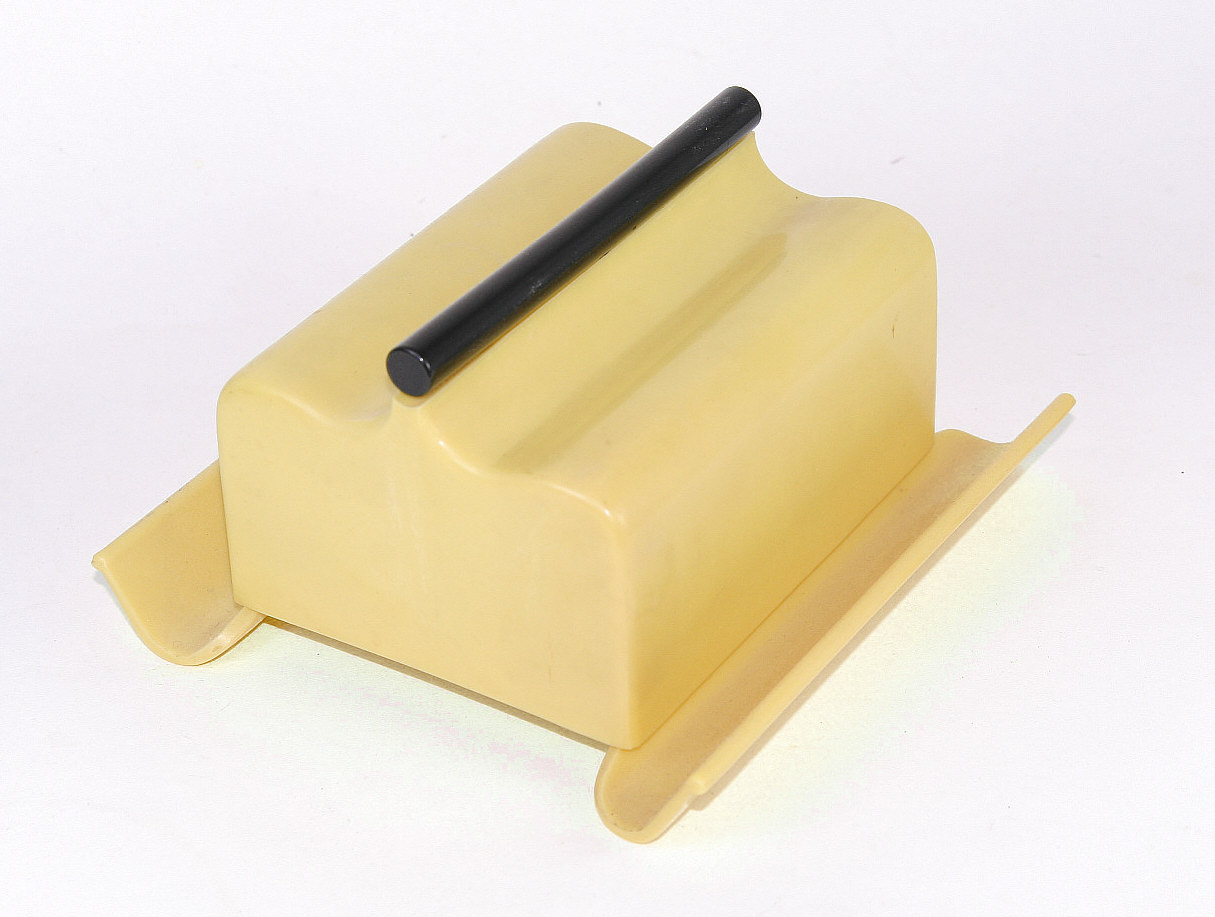
Butterdose aus Pollopas (1935)

Pollopas (vom Chemiker Fritz Pollak aus seinem Nachnamen sowie Opal gebildetes Kofferwort) war der Handelsname eines duroplastischen Kunststoffes. Aus Harnstoffharz (fachsprachlich: Harnstoff-Formaldehyd-Harz, Aminoplast) hergestellt, gehört Pollopas zu den bereits ab Ende der 1920er Jahre für Konsumgüter verwendeten Kunststoffen und wird im Weiteren mit zukunftsweisender Formgestaltung in Verbindung gebracht. Heute ist Pollopas der Name einer Spiegelfolie.
Die Entwicklung von Harnstoffharzen wie Pollopas (oder dem Konkurrenzprodukt Resopal) geschah zu Beginn des 20. Jahrhunderts. Hans Johns Arbeiten über die Kondensationsprodukte, zum Teil gemeinsam mit Kurt Ripper und W. Kraus, sind in einer Reihe von Patenten niedergelegt und haben zur Herstellung des Produktes geführt.
Der von den Chemikern Fritz Pollak und Kurt Ripper erfundene Kunststoff wurde der Öffentlichkeit erstmals auf der Wiener Herbstmesse 1924 vorgestellt. Entwicklungsziel war es, „die sonstigen hervorragenden Eigenschaften des Glases, nämlich Farblosigkeit, Durchsichtigkeit und Widerstandsfähigkeit gegen Atmosphärilien mit einer relativ leichteren Verarbeitbarkeit“ zu verbinden. Da Pollopas für UV-Licht durchlässig ist, dachte man insbesondere an einen Einsatz in der Medizin, z. B. für Höhensonnen oder der Bedachung von Hospitälern sowie von Liegehallen in Lungenheilstätten. Weitere Verwendungsmöglichkeiten sah man bei Gewächshäusern sowie aufgrund der Bruch- und Stoßfestigkeit in der Automobilindustrie (Windschutzscheiben) sowie für Schutzbrillen.
Für Pollopas erfolgten Patentierungen 1920–1924 durch Hans John und Fritz Pollak. Pollopas wurde ab 1929 von der Dynamit Nobel AG (DAG) in Troisdorf hergestellt und ab 1931 von der DAG und anderen Presswerken industriell verarbeitet. Verwendung fand Pollopas bei der Herstellung von vielfältigen Haushaltsgegenständen (Tassen, Teller, Eierbecher, Menagen, Bestecke, Dosen, Schalen, Tabletts); erfolglos experimentiert wurde in den 1920er Jahren auch mit seiner Eignung für Kontaktlinsen. Die von der DAG selbst vertriebenen Produkte aus Pollopas gelten als ausgesprochen zukunftsweisend, was ihre Farb- und Formgebung anbelangt. Der Keramiker und Designer Ludwig König war der Entwerfer der meisten Pollopas-Haushaltswaren der DAG. Mit Beginn des Zweiten Weltkriegs 1939 wurde die zivile Produktion von Pollopas gestoppt, dieses durfte nur noch für Rüstungsgüter verwendet werden; die Fabrik in Troisdorf stellte auf die Produktion von selbstdichtenden Flugzeugtanks und Propellern aus harzgetränktem Hartholz um.
Die spezifischen Eigenschaften des Materials führen zu deutlich geringeren Fertigungstemperaturen und -drucken als bei den verwandten Phenolharzen wie Bakelit und erlauben so den Zusatz einer breiten Palette von Farbstoffen. Dies wird zusätzlich durch die helle Grundfarbe begünstigt. So zeichneten sich die Pollopas-Produkte insbesondere durch hell-leuchtende Buntheit aus, während gepresste Phenolharzzeugnisse produktionsbedingt dunkle Farbgebungen hatten (Gegossene Phenolharze wie „Edelkunstharz“ (D) oder „Catalin“ (USA) waren ebenfalls sehr bunt, aber nicht lebensmittelecht). Pollopas war etwas teurer als Phenolharz.
In jüngerer Zeit werden im Zusammenhang mit frühem Industriedesign Diskurse über „moderne“ Erzeugnisse mit „guter Form“ in den 1930er Jahren (also auch später in der frühen Zeit des Nationalsozialismus) geführt. Oft geht es darum, zu zeigen, dass die Traditionslinien der klassischen Moderne trotz der Verfolgungen und trotz ideologisch motivierter Personalentscheidungen nach 1933 nicht vollständig abbrachen. Soweit nicht bereits während der Weimarer Republik Ende der 1920er Jahre entstanden, konnten viele Erzeugnisse auch noch in der Zeit des Nationalsozialismus von namhaften Gestaltern der Weimarer Zeit entworfen werden. In anderen Industrienationen wurden ebenfalls von Formgestaltern Artikel in Phenoplast oder Aminoplast entworfen, allerdings eher im Art-déco- (GB) oder im Streamline-Stil (USA).